# Эскадренные миноносцы проекта 56-ЭМ
Эскадренные миноносцы проекта 56-М, также известные как тип «Бедовый» (код НАТО — «Kildin»), — тип эскадренных миноносцев, строившихся для Советского Военно-Морского Флота в 1950-х годах. Всего было заложено 4 единицы (пятый эсминец так и не был заложен), из них первый — головной эсминец «Бедовый», был заложен по проекту 56 (артиллерийско-торпедный корабль), но в ходе строительства переоснащён в ракетный (проект 56-ЭМ). Остальные строились по проекту 56-М, но практически не отличались от прототипа. Три из них были модернизированы по проекту 56-У.

## Проект 56-М
Представители: «Бедовый», «Прозорливый», «Неуловимый», «Неудержимый».
Модернизированный эскадренный миноносец проекта 56, созданные как специальный носитель для нескольких корабельных снарядов «Щука» (КСЩ), код НАТО — SS-N-1 Scrubbe. Противокорабельная ракета класса «земля—земля», КСЩ была разработана в конце 40-х годов XX века в СССР. Изначально она предназначалась для запуска с самолётов и береговых пусковых установок, однако, было принято использовать её и на флоте.
В результате, чтобы уместить восемь трёхтонных ракет (водоизмещение увеличивалось на 85 тонн), пришлось убрать одну из 130-мм башен СМ-2-1, заменить пятитрубные торпедные аппараты на двутрубные.  

### Вооружение
- Противокорабельное вооружение
  - Пусковая установка СМ-59, для пуска 8 ракет КСЩ (Корабельный снаряд «Щука»);
  - Система управления СУ «Кипарис-56М»;
- Артиллерийские комплексы
  - Четыре четырёхствольных 57-мм автомата ЗИФ-75;
- Противолодочное 
  - Два двутрубных 533-мм торпедных аппарата (ТА);
  - Две реактивные бомбомётные установки РБУ-2500 (под РГБ-25 снаряд; 128 шт.);

## Проект 56-ЭМ
Представители: «Бедовый».
В результате того, что перезарядка и подготовка КСЩ к следующему выстрелу занимала много времени, была предпринята попытка уместить на борту не одну, а две установки СМ-59. В результате чего, водоизмещение «Бедового» увеличилось (стандартное до 2 890 т, полное до 3 347 т), а максимальная скорость не превышала 38,0 узлов.
Так же, вместо четырёхствольных 57-мм автоматов ЗИФ-75, на «Бедовом» стояли 45-мм автоматы СМ-20-ЗИФ.

## Проект 56-У
Представители: «Бедовый», «Прозорливый», «Неуловимый».
Комплекс КСЩ был признан устаревшим и несостоятельным, в результате чего, его заменили на две автоматические 76-мм установки АК-276 и четыре ПКРК для П-15М «Термит» (код НАТО — SS-N-2 Styx).

## Представители
Все корабли вступили в строй как эсминцы, а 19 мая 1966 года были переклассифицированы в класс Большой ракетный корабль (БРК).
| Название      | Заводской номер | Заложен | Спущен на воду | Введён в строй | Принадлежность | Статус                                |
| ------------- | --------------- | ------- | -------------- | -------------- | -------------- | ------------------------------------- |
| «Бедовый»     | 1024            | 1953    | 1955           | 1958           | ЧФ             | Списан и продан на металл в 1989 году |
| «Прозорливый» | 1210            | 1956    | 1957           | 1958           | ЧФ, КБФ        | Списан и расформирован в 1991 году    |
| «Неуловимый»  | 743/765         | 1957    | 1958           | 1958           | БФ, ЧФ         | Списан в 1990 году и в 1991 продан    |
| «Неудержимый» | 88              | 1957    | 1958           | 1958           | ТОФ            | Списан в 1987 году                    |
| «Неукротимый» | 89              |         |                |                |                | Снят со строительства                 |

### «Неукротимый»
17 октября 1955 года ЭМ «Неукротимый» был зачислен в списки кораблей ВМФ, но строительство так и не было начато. «Неукротимый» даже получил заводской номер (№ 89) на заводе № 199 в Комсомольске-на-Амуре, но так и не был заложен.

## Оценка проекта
Эскадренные миноносцы проекта 56-ЭМ стали первыми в мире кораблями-носителями управляемого противокорабельного вооружения. Построенные на базе уже хорошо отработаного корпуса проекта 56, они представляли собой дешевый и надежный ответ на многократное превосходство ВМФ НАТО в тяжелых артиллерийских кораблях (тяжелых крейсерах и линкорах)
Корабли этого класса (как и проект 57) рассматривались как средство усиления флотов обычных эсминцев и легких крейсеров, которое должно было выполнять эффективную нейтрализацию тяжелых крейсеров и линкоров противника до боя.
В рамках доктрины своего применения, эсминцы проекта 56-ЭМ были вполне эффективны на период 1950-1960.